# Brabancja (prowincja)
Brabancja  (nld. Provincie Brabant, fr. Province de Brabant, niem. Provinz Brabant) – dawna prowincja w Belgii, istniejąca w latach 1815–1995, kiedy została podzielona na niderlandzkojęzyczną Brabancję Flamandzką, francuskojęzyczną Brabancję Walońską i dwujęzyczny Region Stołeczny Brukseli. Była jedyną prowincją w kraju należącą do dwóch stref językowych i trzech regionów.
Została utworzona w 1815 roku pod nazwą Brabancja Południowa (nld. Provincie Zuid-Brabant, fr. Province du Brabant-Méridional, niem. Provinz Südbrabant) i należała do 1830 roku do Królestwa Zjednoczonych Niderlandów.

## Historia

### Królestwo Zjednoczonych Niderlandów
Po klęsce cesarza francuskiego Napoleona Bonaparte w bitwie pod Waterloo w 1815 roku, na mocy postanowień kongresu wiedeńskiego utworzono Królestwo Zjednoczonych Niderlandów. Składało się ono z terytoriów, które zostały wcielone do Francji przez Napoleona: dawnej Republiki Zjednoczonych Prowincji i Niderlandów Południowych. W nowo utworzonym królestwie dawny francuski departament Dyle stał się nową prowincją Brabancja Południowa, w odróżnieniu od Brabancji Północnej (obecnie prowincja na południu Niderlandów).
Gubernatorami Brabancji Południowej w tym czasie byli:
- 1815–1818: François Joseph Charles Marie de Mercy-Argenteau
- 1818–1823: Philippe d’Arschot Schoonhoven
- 1823–1828: Leonard du Bus de Gisignies
- 1828–1830: Hyacinthe van der Fosse

### Belgia

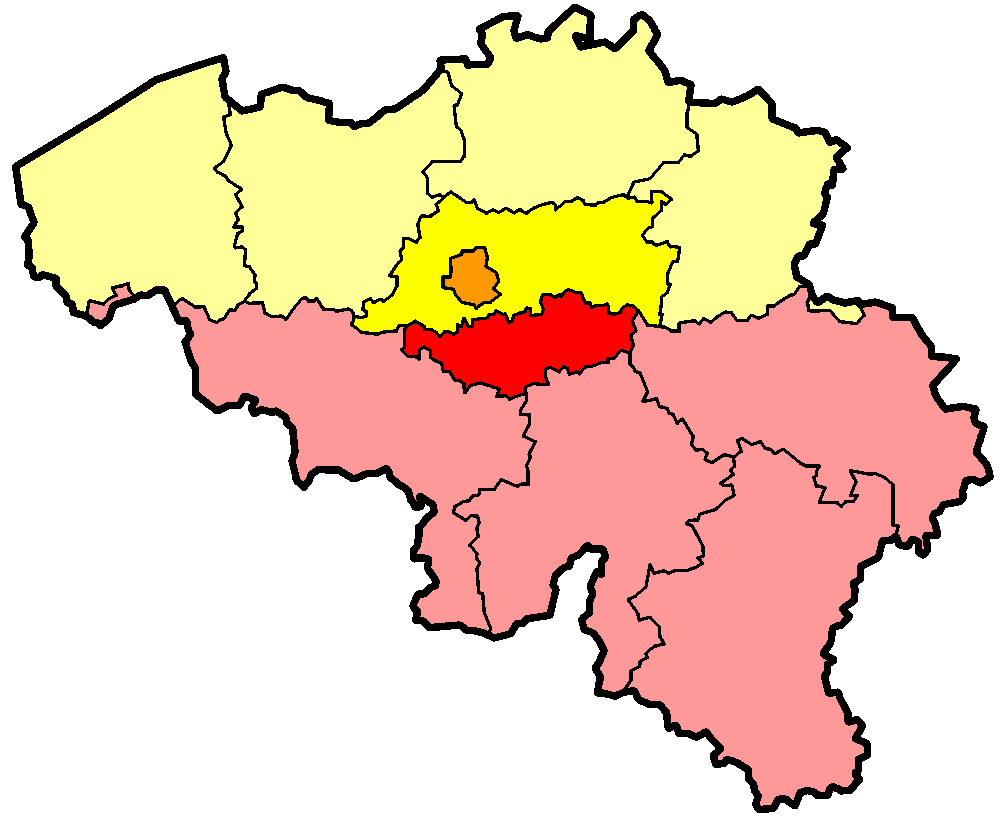
Schemat belgijskiej prowincji Brabancja, która została podzielona w 1995 roku na Brabancję Flamandzką (kolor jaskrawożółty), Brabancję Walońską (kolor jaskrawoczerwony) i Region Stołeczny Brukseli (kolor pomarańczowy)

Po rewolucji belgijskiej w 1830 roku Niderlandy Południowe (w tym Brabancja Południowa) oderwały się od Królestwa Zjednoczonych Niderlandów i utworzyły Królestwo Belgii (pięć lat później powstało również Wielkie Księstwo Luksemburga). Dawna prowincja Brabancja Południowa pod nazwą Brabancja stała się centralną prowincją Belgii ze stolicą w Brukseli. Składała się ona z trzech okręgów: Bruksela, Leuven i Nivelles.
W latach 1961–1963 ustanowiono granicę językową – prowincję podzielono na regiony niderlandzkojęzyczny, francuskojęzyczny i dwujęzyczną Brukselę. W 1989 roku utworzono Region Stołeczny Brukseli (nadal był on częścią prowincji Brabancja). W 1995 roku Brabancja została podzielona na niderlandzkojęzyczną Brabancję Flamandzką, francuskojęzyczną Brabancję Walońską i dwujęzyczny Region Stołeczny Brukseli.